# Arresto (informatica)
In informatica l'arresto (in inglese shutdown) è il processo con cui viene terminata l'esecuzione di un sistema operativo, finalizzato al successivo spegnimento del computer (inteso come disconnessione dell'elaboratore dall'alimentazione elettrica). Con l'evoluzione dei sistemi operativi questo processo è diventato particolarmente delicato, al punto che prima di poter spegnere il sistema tutti i programmi e i processi in esecuzione devono essere chiusi correttamente, pena la possibile perdita di dati, come nel caso di un arresto forzato a esecuzione in corso (pressione del pulsante di spegnimento o disconnessione dell'alimentazione), solitamente eseguito in caso di problemi in cui la macchina non risponde ai comandi tradizionali.

## Descrizione
Durante il processo di shutdown il sistema operativo svuota la cache dei file system di tipo journaling (in modo da scrivere sul disco tutte le operazioni ancora in sospeso), termina i processi, prima quelli degli utenti e poi quelli di sistema in esecuzione in background, infine rimonta i file system in modalità di sola lettura. A questo punto, se il computer è dotato dello standard ATX ed il sistema operativo supporta lo standard di gestione energetica ACPI, viene inviato alla scheda madre il segnale che impone l'interruzione dell'alimentazione elettrica ed il computer viene spento automaticamente; altrimenti, come nel caso di Windows 95, appare sullo schermo un messaggio che segnala che è possibile spegnere manualmente la macchina azionando il relativo comando.
I moderni sistemi operativi presentano tutti delle interfacce grafiche per il controllo di tutte le operazioni, che consentono di comandare la chiusura del sistema ed il successivo arresto del computer tramite pochi e semplici click del mouse, che intimano all'elaboratore di svolgere le operazioni sopra descritte.

## L'arresto su Microsoft Windows
Sui sistemi Microsoft Windows, un PC o un server viene spento selezionando la voce "Arresta il sistema" dal menu "Start" presente sul Desktop. Sono presenti diverse opzioni, che includono la possibilità di arrestare il computer, riavviarlo subito dopo l'arresto oppure mandarlo in modalità di stand-by, che mantiene attivo tutto ciò che si stava eseguendo ma disattiva il monitor e riduce il consumo di energia. Esiste anche un comando, shutdown, che può essere impartito al sistema tramite terminale.

## L'arresto su Macintosh
Sui sistemi macOS il computer si spegne selezionando "Spegni" dall'Apple Menu, nel quale sono presenti anche l'opzione che consente di riavviare il sistema e quella per attivare lo stand-by, che negli elaboratori Apple viene denominato Stop. L'amministratore del sistema può spegnere la macchina anche utilizzando il comando shutdown da Terminale, come sui sistemi Unix.

## L'arresto su Linux

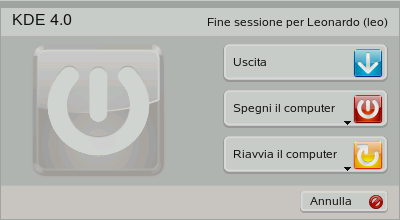
La finestra di chiusura del sistema in KDE 4

Linux offre diverse possibilità di arresto dei sistemi. Sui desktop GNOME e KDE si ha a disposizione una interfaccia grafica con cui interagire: in GNOME si seleziona il simbolo dell'arresto dopo aver cliccato sul vassoio di sistema, in KDE si preme sul menu "K" e si seleziona "Esci" e "Spegni". Su altri desktop, come Xfce o MATE, si possono trovare le opzioni all'interno dei relativi menu. Entrambe le finestre di dialogo offrono poi la possibilità di riavviare il sistema, di arrestarlo, di metterlo in standby o di disconnettere l'utente.
Se si sta operando a livello di terminale, l'amministratore può anche utilizzare il comando shutdown come segue: shutdown -h now. Su alcune distribuzioni è presente inoltre il comando poweroff, che esegue la stessa azione.
Un altro modo per spegnere un computer con sistema operativo Linux è premere il tasto di accensione per 1 secondo ed attendere la finestra di spegnimento/restart.